# Issoire
Issoire is een Franse gemeente in het departement Puy-de-Dôme. Het is de onderprefectuur van het arrondissement Issoire. De gemeente telde 15.078 inwoners op 1 januari 2022.
De romaanse kerk en het belfort zijn toonbeelden van het verleden van Issoire. De kerk Saint-Austremoine was de abdijkerk van de benedictijner abdij waarrond de stad is gegroeid. En het belfort, de Tour de l'Horloge, is het symbool van de stedelijke vrijheden. Sinds de twintigste eeuw is er industrie aanwezig in de stad, vooral op het gebied van luchtvaart.

## Geschiedenis
Er zijn verschillende archeologische vondsten die getuigen van het bestaan van een vicus in de Gallo-Romeinse periode en daarna. De plaats werd als Ysiodorum genoemd door Gregorius van Tours (zesde eeuw).Volgens hem had Stremonius, missionaris van de streek en latere bisschop van Clermont, hier in de derde eeuw een klooster gesticht.

### Ancien régime
Omstreeks 938 stichtte Gilbert een benedictijner abdij gewijd aan de heiligen Petrus en Stremonius in Yssoire. In de twaalfde eeuw kreeg de abdij een nieuwe, grote kerk, de Saint-Austremoine of Sint-Stremonius. In de tiende of elfde eeuw kreeg de stad een eerste primitieve omwalling. In de tweede helft van de dertiende eeuw kreeg de stad een nieuwe, grotere stadsmuur. In 1270 verleende Alfons van Poitiers stadsrechten aan Issoire en kreeg de stad een bestuur bestaande uit twee verkozen consuls. In de loop van de vijftiende eeuw werd een derde en laatste stadsmuur gebouwd. Deze muur telde drie poorten: Porte du Pont (zuiden), Porte du Ponteil (oosten) en Porte de la Berbiziale (noorden). De stad bloeide dankzij haar drie jaarmarkten en was een van de bonnes villes d'Auvergne.
De reformatie kende veel aanhangers in de stad. In 1575 werd de stad geplunderd door een leger van hugenoten. Twee jaar later was het de beurt aan een katholiek leger. Yssoire werd een place de sûreté voor de hugenoten. Ook na het intrekken van de rechten van de protestanten en een pestuitbraak (1629) bleef de stad bloeien. Yssoire was een belangrijk bestuurlijk en gerechtelijk centrum. De abdij bleef belangrijk, zeker na de geestelijke vernieuwing die de mauristen met zich meebrachten. Dit veranderde in de achttiende eeuw. In 1700 stond de abt zijn wereldlijke rechten af aan de koning die een proost benoemde in Yssoire. En in de abdij kwam het tot troebelen op financieel en moreel gebied.

### Moderne tijd
De Franse Revolutie werd verwelkomd in Issoire, zoals de naam voortaan gespeld werd. De abdij werd gesloten. De kerk Saint-Austremoine werd parochiekerk en de kloostergebouwen werden verkocht en dienden voortaan als gemeentehuis en school. In 1800 werd Issoire de onderprefectuur van een arrondissement.
In 1855 kreeg Issoire een treinstation. Tot het begin van de twintigste eeuw bleef de economie gericht op de landbouw. Er was een belangrijke markt voor graan en voor vee. Pas in de loop van de twintigste eeuw kwam er industrie in de stad. Issoire kreeg in 1913 ook een legerkazerne. In de jaren 1930 ontwikkelde er zich wapenindustrie in de stad. Na de oorlog nam het belang van de landbouw sterk af en ontwikkelde de industriële sector zich verder. Voor de groeiende bevolking werden nieuwe wijken met hoogbouw opgetrokken en er kwam ook sportinfrastructuur en een zwembad.

## Vervoer
In de gemeente ligt station Issoire.
De autosnelweg A75 loopt door de gemeente.

## Economie
Er is een belangrijke industriële aanwezigheid, vooral op het gebied van de luchtvaart. Het vliegveld Aérodrome d'Issoire - Le Broc met een onverharde grasbaan ligt in de aangrenzende gemeente Le Broc. Hier worden de vliegtuigen van Issoire Aviation (voor 1978 Wassmer Aviation) gebouwd. Tussen 1997 en 2009 werden motorfietsen van het merk Voxan in Issoire geproduceerd. Na een faillissement werd het merk door automerk Venturi opgekocht.
Issoire is anno 2023 nog steeds een garnizoenstad als zijn de laatste militaire opleidingsinstituten in 1998 uit de stad vertrokken.

## Geografie
De oppervlakte van Issoire bedroeg op 1 januari 2022 19,69 vierkante kilometer; de bevolkingsdichtheid was toen 765,8 inwoners per km².
De Couze Pavin stroomt van west naar oost door de gemeente om uit te monden in de Allier, die de oostgrens van Issoire vormt.
De onderstaande kaart toont de ligging van Issoire met de belangrijkste infrastructuur en aangrenzende gemeenten.

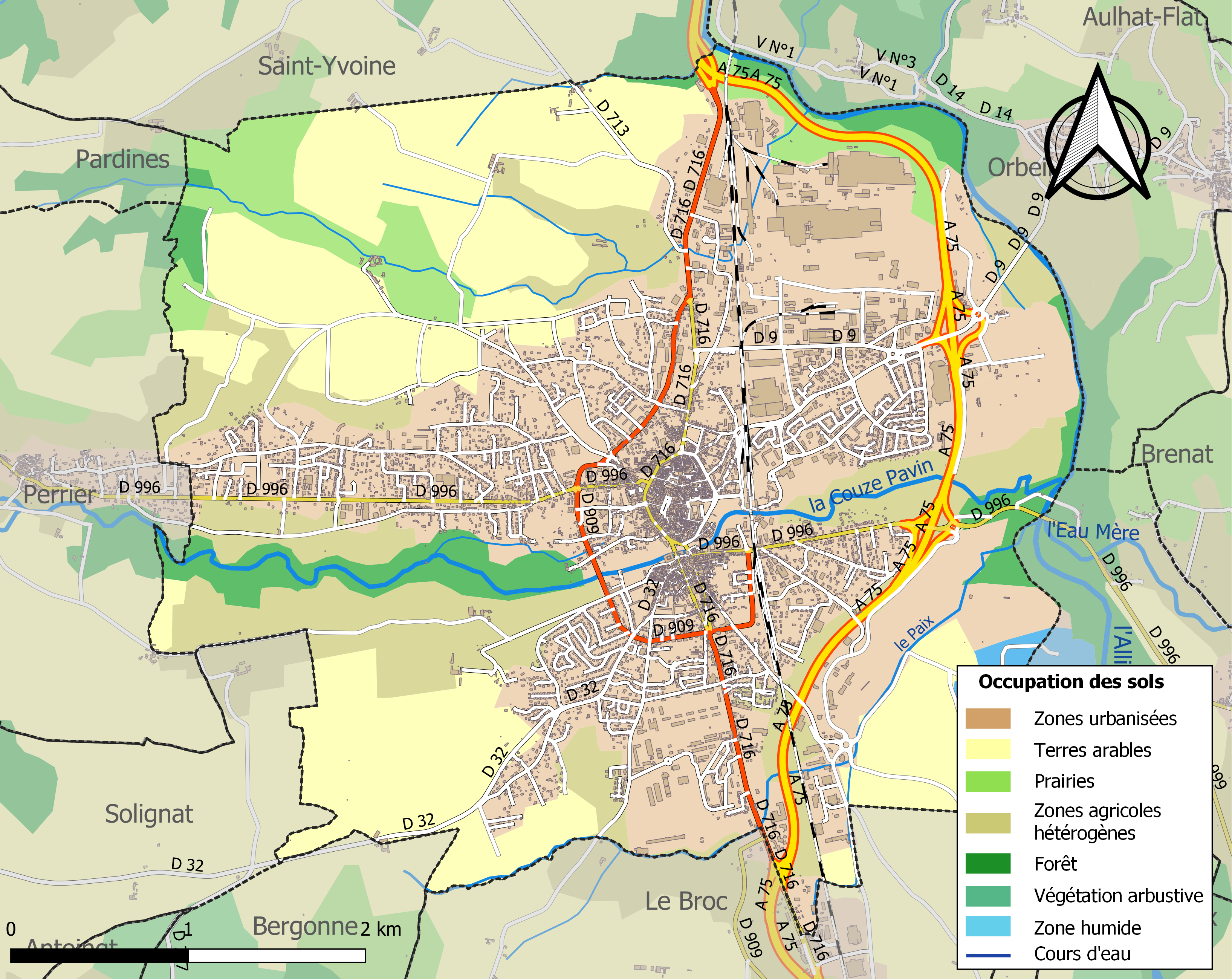

## Demografie
Aan het einde van de achttiende eeuw kende de gemeente ongeveer 5000 inwoners. In 1954 waren dat er 8.541. Daarna volgde een sterke groei.
Onderstaande figuur toont het verloop van het inwonertal, bron: INSEE-tellingen. 

## Stadsbeeld

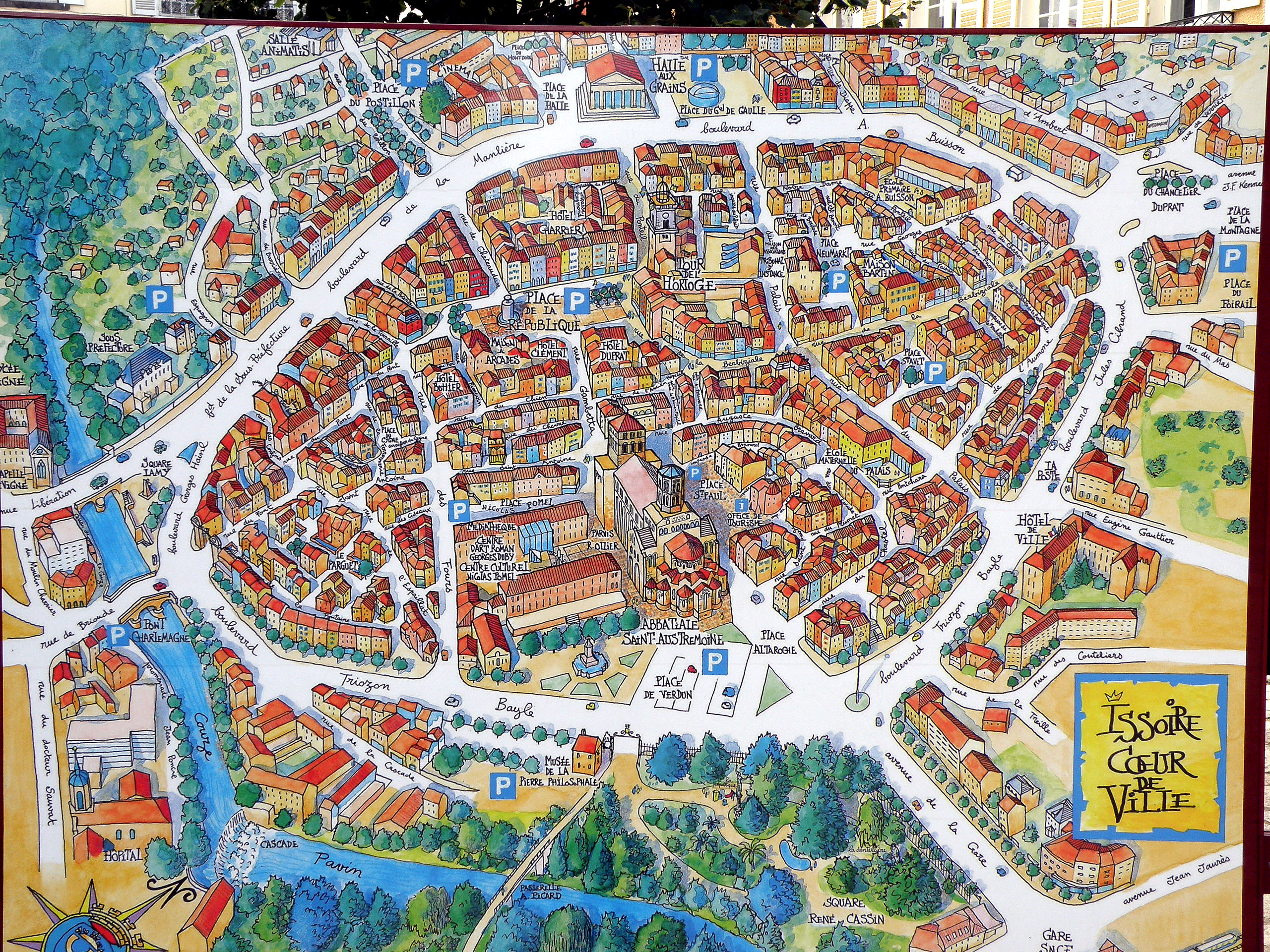
Getekend stadsplan

De kerk Saint-Austremoine (twaalfde eeuw) is een van de grootste romaanse kerken van Auvergne. Het stadscentrum heeft zijn middeleeuwse stratenplan grotendeels behouden en wordt omringd door groene boulevards die in de plaats zijn gekomen van de stadsomwalling. Centraal ligt de Place de la République, een plein waar de zaterdagmarkt wordt gehouden. De Tour d'Horloge (vijftiende eeuw) is als belfort een teken van de stedelijke vrijheden.

## Sport
In Issoire ligt een auto- en motorcircuit, CEERTA.
Issoire was vier keer etappeplaats in wielerkoers Ronde van Frankrijk. In 1983 was Issoire daarbij aankomstplaats van een etappe die werd gewonnen door de Fransman Pierre Le Bigaut. In 2023 ging de ritzege naar de Spanjaard Pello Bilbao.

## Websites
- (fr)  Statistische informatie op de website van INSEE